# Assemblée législative de l'Alberta
Pour les articles homonymes, voir Assemblée législative.
31e législature de l'Alberta
Édifice de la législature de l'Alberta
L'Assemblée législative de l'Alberta (en anglais : Legislative Assembly of Alberta) est l'unique chambre de la législature monocamérale de la province canadienne de l'Alberta qu'elle forme avec le lieutenant-gouverneur, le représentant du souverain dans la province.

## Histoire
La première session de la première législature de l'Alberta s'est ouverte le 15 mars 1906 à l'Arena Thistle, à Edmonton, au nord de Jasper Avenue (en). C'est dans ce lieu que les députés choisissent la capitale provinciale, Edmonton, et le futur site du bâtiment de l'Assemblée législative de l'Alberta : la rive de la rivière Saskatchewan Nord. Allan Merrick Jeffers (en), diplômé de la Rhode Island School of Design, aux États-Unis, est l'architecte choisi pour construire le bâtiment, qu'il conçoit dans le style Beaux-Arts. En septembre 1912, Arthur de Connaught et Strathearn, gouverneur général du Canada, inaugure officiellement le bâtiment,,.

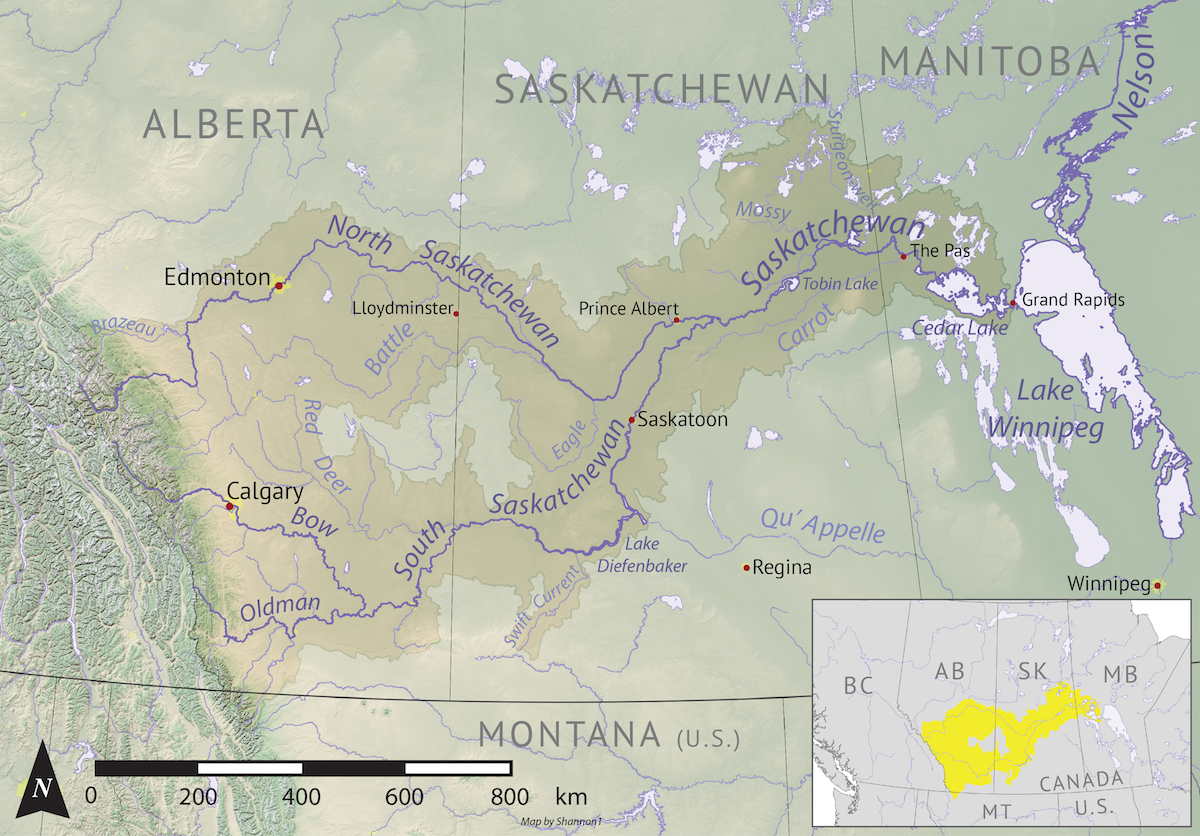
C'est sur la rive de la rivière Saskatchewan Nord que le bâtiment de l'Assemblée législative de l'Alberta a été construit.

### Centenaire de l'Alberta
À l'occasion du centenaire de la province de l'Alberta, des vitraux portant le monogramme royal et les emblèmes de l'Alberta sont installés au-dessus de l'entrée principale du bâtiment. La reine Élisabeth II dévoile ces vitraux le 24 mai 2005,.

## Système électoral
L'Assemblée législative de l'Alberta est composée de 87 sièges pourvus pour quatre ans au scrutin uninominal majoritaire à un tour dans autant de circonscriptions.
Depuis 2011, les élections interviennent à date fixe entre le 1er mars et le 31 mai de la quatrième année suivant le précédent scrutin. En 2021, une nouvelle réforme électorale est venue fixer précisément la date au dernier lundi du mois de mai. Le lieutenant-gouverneur de l'Alberta conserve néanmoins le pouvoir de les organiser de manière anticipée à une date de son choix, conformément aux dispositions de la loi électorale de l'Alberta et de la Constitution du Canada, dans le cadre du système parlementaire de Westminster,.

## Composition actuelle
| Parti politique          | Parti politique                  | Députés |
| ------------------------ | -------------------------------- | ------- |
|                          | Parti conservateur uni (UPC)     | 49      |
|                          | Nouveau Parti démocratique (NPD) | 37      |
|                          | Vacant                           | 1       |
| Total                    | Total                            | 87      |
| Majorité gouvernementale | Majorité gouvernementale         | 44      |